# Барсовське міське поселення
Ба́рсовське міське поселення (рос. Барсовское городское поселение) — міське поселення у складі Сургутського району Ханти-Мансійського автономного округу Тюменської області Росії.
Адміністративний центр та єдиний населений пункт — селище міського типу Барсово.
Населення міського поселення становить 5677 осіб (2017; 4990 у 2010, 5600 у 2002).